# Nuevo Estadio Los Pajaritos
Het Nuevo Estadio Los Pajaritos is een multifunctioneel sportstadion in Soria, dat plaats biedt aan 9.025 toeschouwers. De vaste bespeler van het stadion is CD Numancia. Het werd gebouwd in 1999. Daarvoor speelde CD Numancia in het Estadio Municipal Los Pajaritos.